# Johan van Minnen
Johan Tjitze (Johan) van Minnen (Noordwolde, 31 oktober 1932 – Zeist, 18 april 2016) was een Nederlandse journalist en presentator.

## Levensloop
Van Minnen bezocht de mulo in het Friese Noordwolde, waar zijn vader leraar Engels en Duits was. Hij zou als eerste bekend worden als VARA-radiocorrespondent in Bonn. Die functie kreeg hij in de loop van de jaren zeventig, niet alleen voor de VARA, maar ook voor de NOS en andere omroepen. Van Minnen werd op televisie bekend als de VARA-Ombudsman (hij volgde Hans Ouwerkerk op) en maakte namens de PvdA van 1979 tot 1984 deel uit van de sociaaldemocratische fractie in het Europees Parlement en schreef later ook boeken over bijvoorbeeld de rol van Duitsland in Europa na de Duitse eenwording.
Van Minnen overleed op 83-jarige leeftijd in een ziekenhuis.
- Biografisch Portaal: 82211730
- International Standard Name Identifier: 0000 0000 3040 8059
- Library of Congress Control Number: n93010904
- Nederlandse Thesaurus van Auteursnamen: 083199497
- Parlement.com: vg09llzfgiqd
- Virtual International Authority File: 15438795
- WorldCat: E39PBJf8vh6tyMhcchJ6vQRYfq